# تشارلز دبليو. تورنر
تشارلز دبليو. تورنر (بالإنجليزية: Charles W. Turner)‏ هو عسكري أمريكي، ولد في 28 مايو 1921 في بوسطن في الولايات المتحدة، وتوفي في 2 سبتمبر 1950 في منطقة يونجسان ‏ في كوريا الجنوبية.